# Ptilodon fasciata
Ptilodon fasciata är en fjärilsart som beskrevs av M.Gaede 1933. Ptilodon fasciata ingår i släktet Ptilodon och familjen tandspinnare. Inga underarter finns listade.